# Knut Stenvall
Knut Oskar Stenvall (i riksdagen kallad Stenvall i Långnäs), född 21 augusti 1895 i Piteå socken, död där 11 januari 1976, var en svensk lantbrukare och politiker (bondeförbundet).
Knut Stenvall var riksdagsledamot i andra kammaren för Norrbottens läns valkrets 1947-1948.